# Коаду
Коаду (фр. Coadout) насеље је и општина у северозападној Француској у региону Бретања, у департману Приморје која припада префектури Генган.
По подацима из 2011. године у општини је живело 556 становника, а густина насељености је износила 57,14 становника/km². Општина се простире на површини од 9,73 km². Налази се на средњој надморској висини од 160 метара (максималној 245 m, а минималној 74 m).

## Демографија
| 1962. | 1968. | 1975. | 1982. | 1990. | 1999. | 2011. |
| ----- | ----- | ----- | ----- | ----- | ----- | ----- |
| 293   | 331   | 299   | 401   | 483   | 497   | 556   |

График промене броја становника у току последњих година